# Campo de béisbol

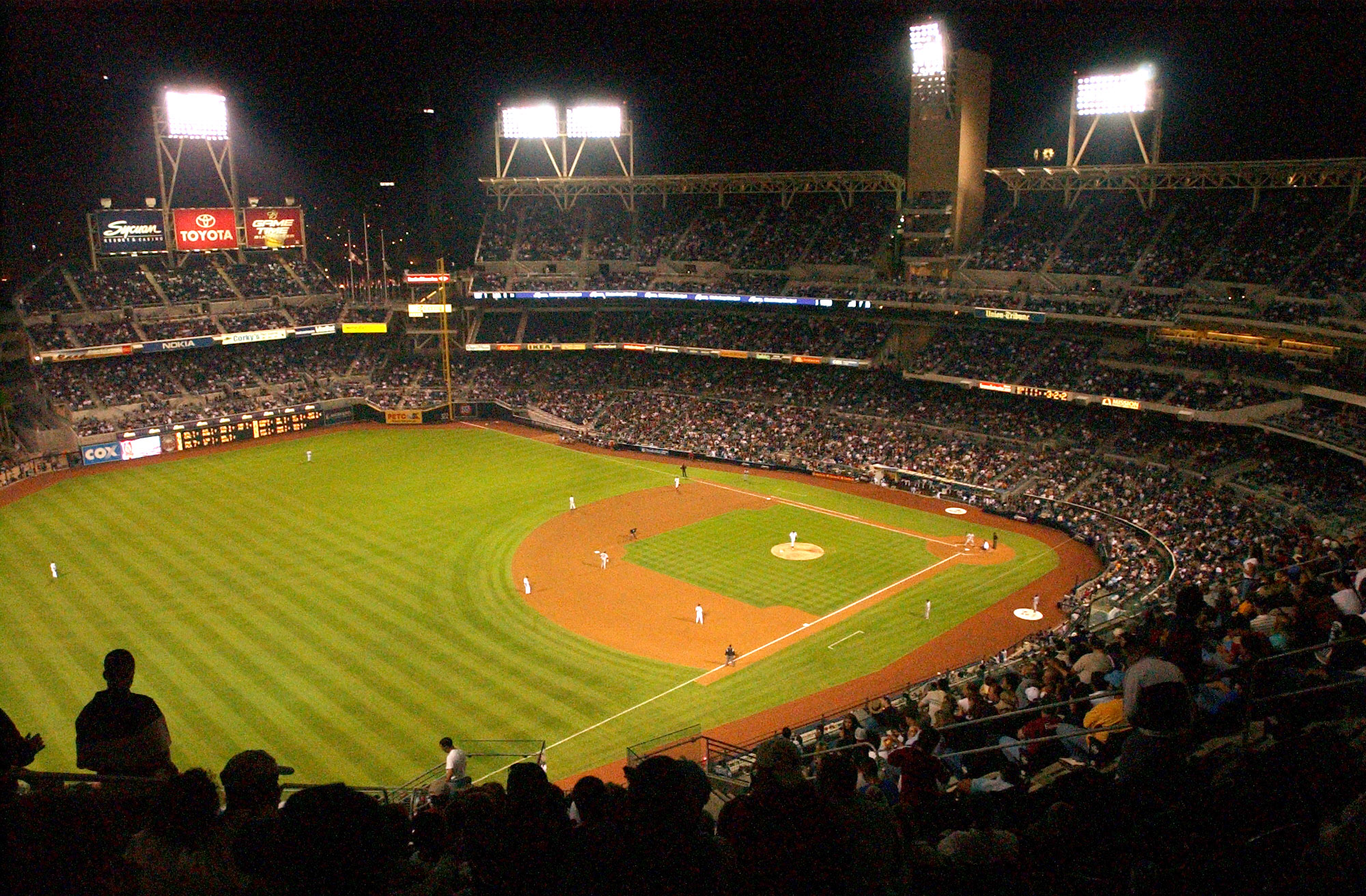
Vista general de un diamante desde las gradas del jardín izquierdo de un estadio.

El campo de béisbol es el área donde se desarrolla un partido de béisbol. El infield comienza por el punto del home en el que los dos lados de 12 pulgadas se unen en ángulo recto, que está en una esquina de un cuadro de noventa pies de lado. A las otras tres esquinas del campo, en sentido inverso a las agujas del reloj, se les llama primera base, segunda base y tercera base. Tres losas cuadrangulares de lienzo de 18 pulgadas (45,72 cm) por lado marcan las tres bases. Estas tres bases juntas o con el home conforman las cuatro bases en las esquinas del infield. 
Una característica acerca de las bases es que el home, y las bolsas de la primera y tercera base están totalmente dentro de los noventa pies cuadrados del cuadro interno. Se colocan de esta manera para ayudar a los árbitros, ya que cualquier bola bateada que golpe esas bases debe ser necesariamente en territorio fair. El home tiene su forma peculiar a fin de ayudar al árbitro a juzgar si un lanzamiento pasa sobre el home o no, es decir, si pasa por la zona de strike. La bolsa de la segunda base, que está plenamente dentro de territorio fair, se coloca de manera que su centro coincida exactamente con la esquina o "punto" de los noventa pies cuadrados del infield. Así pues, aunque los "puntos" de las bases están a 90 pies de distancia, la distancia física real entre cada par de marcadores de base está más cerca, a 88 pies.
A las líneas desde el plato de home a primera y tercera bases, que se extienden a la valla (límite del campo de juego) más cercana, se les conoce como las líneas de foul. El área entre (e inclusive) las líneas de foul es territorio fair, el resto es territorio foul. La zona en los alrededores de la plaza formada por las bases que se llama el infield; justo fuera del territorio infield es el outfield. En la mayoría de los campos de béisbol, se adjunta una valla que marca el borde exterior del outfield. La valla se suele fijar a una distancia de 300 a 410 pies (90 a 125 m) desde el home. La mayoría de campos de béisbol profesionales y universitarios tienen un poste de foul a cada lado (derecho e izquierdo). Estos postes se encuentran en la intersección de las líneas de foul y de los respectivos extremos de la valla del outfield. Otra característica común de los campos de béisbol es una pista de seguridad, un camino de tierra que sigue el borde exterior del outfield en la valla que sirve para advertir.

## Primera base
Primera base (1B) es la primera de las cuatro bases que debe ser tocada (mientras corre) por un bateador con el fin de anotar una carrera. En contraste con la segunda y la tercera base, se le permite a un corredor rebasar la primera base sin estar en peligro de ser puesto fuera de juego (out), después del contacto que se hace con la base, siempre que el corredor no haga el intento de pasar a otra base con antelación. Un bateador que acumula cuatro bolas por un lanzamiento (o si él recibió el pelotazo sin batear primero) es automáticamente autorizado a avanzar a la primera base.

## Segunda base
Segunda base (2B) es la segunda de cuatro estaciones en un diamante de béisbol que debe ser tocada en la sucesión por un corredor en base para anotar una carrera. La segunda base suele ser defendida por el segunda base y el shortstop (SS). Un corredor en segunda base se dice que está en "posición anotadora", debido a la alta probabilidad de alcanzar el plato de home y lograr una carrera desde la base con la mayoría de los hits. Dado que la segunda base es la más lejana al home, es el objetivo más común del robo de base.

## Tercera base
La tercera base (3B) es la tercera de cuatro bases que un corredor debe tocar en una sucesión con el fin de anotar una carrera. Muchos batazos, incluso algunos que en otras condiciones pudiesen ser considerados deficientes (como un fly de sacrificio) pueden permitir que un corredor, no obstante, llegue al home y anotar una carrera desde tercera base, a condición de que el tercer y último out no se registre antes de que pueda alcanzar home. Un corredor en tercera base, por lo tanto, es particularmente valioso para el equipo de bateo cuando menos de 2 outs se han registrado o también para cerrar la última base del corredor.

## Home

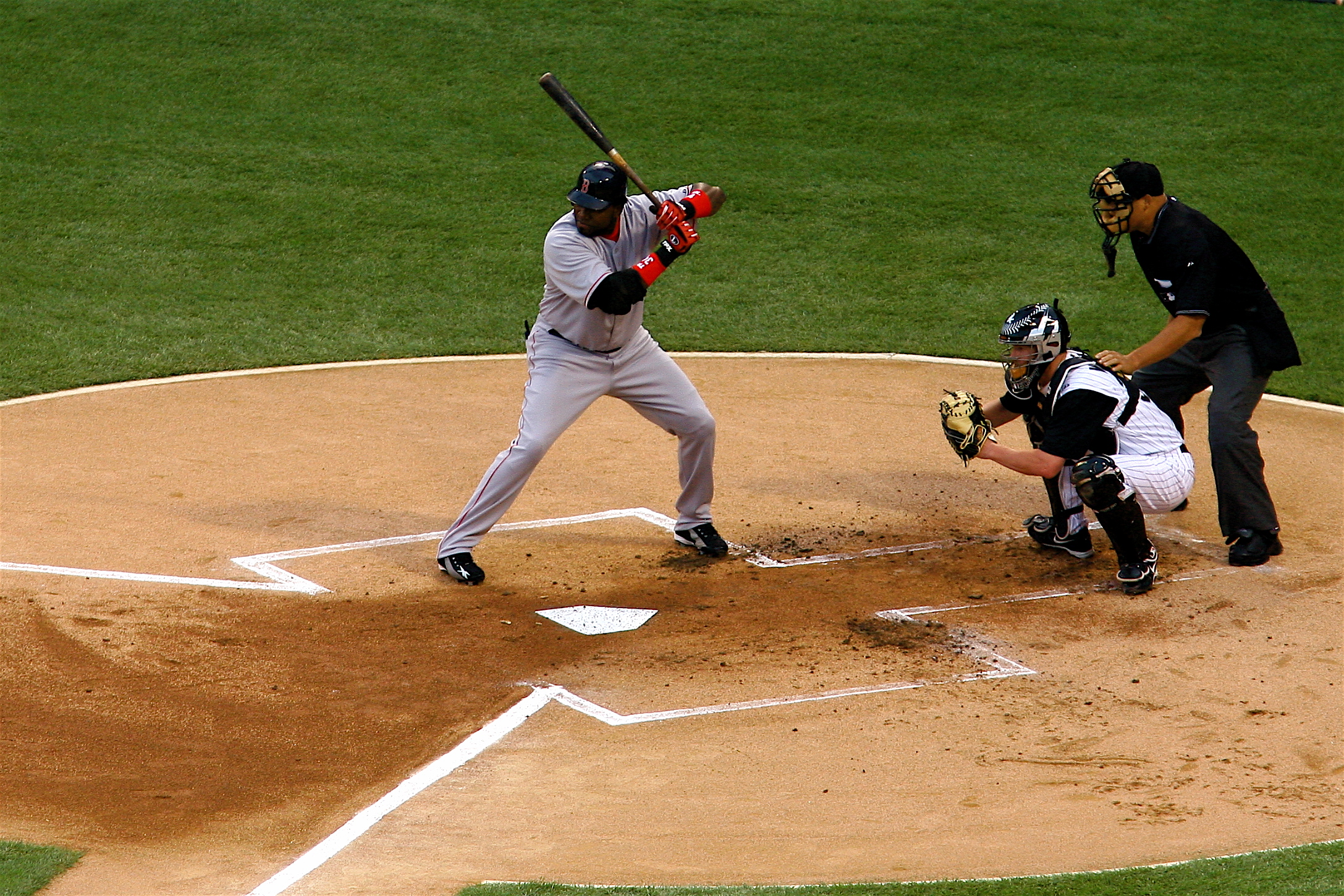
David Ortiz a un lado del home, en la caja de bateo. Detrás del home el receptor.

El home es la última base que un jugador tiene que tocar para anotar una carrera. A diferencia de las otras bases, el home es un pentágono de material más duro que las almohadillas, que suele ser de caucho o goma, con bordes biselados que se eleva solo ligeramente por encima del nivel del suelo.

## Bateo y caja del receptor
La caja de bateo es el lugar donde el bateador se prepara para recibir un lanzamiento del lanzador. Normalmente es dibujado con cal en la tierra que rodea el home. Hay dos cajas de bateo, una para bateadores zurdos y una para diestros, aunque sirven para el mismo propósito. Un bateador derecho se para en la caja ubicada en la parte izquierda del plato desde la perspectiva del receptor y el umpire. Un bateador solo podrá ocupar una caja en cada turno al bate (ningún bateador ambiestro puede cambiar de caja de bateo o será automáticamente puesto out). 
El lanzador no podrá realizar su movimiento mientras que cualquier parte del cuerpo del bateador está tocando el suelo fuera de la caja de bateo. Una vez que ha entrado en la caja, el bateador que desee en cualquier momento abandonar la caja una vez que el lanzador ha puesto su pie en la goma del montículo, primero debe solicitar al árbitro por un tiempo fuera. 
La caja del receptor o cácher se encuentra detrás del home. El cácher (abreviado C) es el jugador que se coloca a la defensiva detrás del home y recibe las bolas lanzadas por el pitcher que no sean golpeadas por el bateador. Es del mismo tamaño que la caja de bateadores y se señala también en cal. El umpire también puede tener una caja.

## Postes de fair

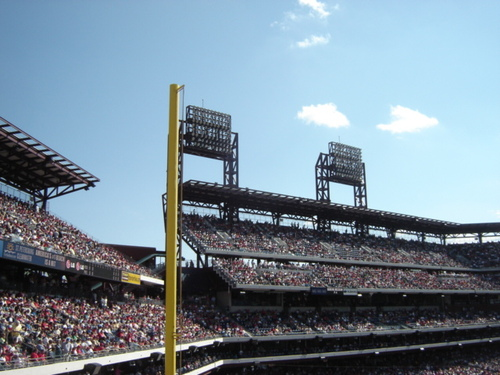
Poste de fuera en el Citizen Bank Park, en Filadelfia.

El propósito de los postes de fuera es ayudar a los árbitros (umpires) a decidir si una bola de fly (un elevado) que ha sido bateada por encima de la valla, es fuera (fuera de juego), o fair (un jonrón). Los postes son una extensión vertical de las líneas de fuera. Ambos objetos se utilizan para determinar si una pelota es fuera o fair, pero los nombres son engañosos, porque tanto las líneas y los postes están en realidad dentro de territorio fair.
Antes de 1920, las líneas de fuera eran "infinitas": cualquier elevado sobre la cerca tenía que caer en territorio fair, o pasar como fair "cuando la viese por última vez" el árbitro, para que pudiese ser jonrón. La regla se cambió para ser tomada en el momento cuando la bola pasaba la valla. Así, un elevado que golpease el poste de fuera por encima de la valla es un jonrón, independientemente del lugar donde la bola vaya después, y un elevado que pase sobre la valla del outfield en zona fair es jonrón independientemente de dónde caiga. Los postes suelen ser mucho más altos que la parte superior de la valla, y suelen tener una estrecha pantalla hacia adentro para orientar a los umpires. De igual forma, aún con los postes, puede ser una decisión difícil en estadios que no tengan tribuna en el outfield para ayudar en la perspectiva.

## Montículo del lanzador
En el centro del diamante se encuentra una elevación descubierta de césped llamada montículo (o también loma o lomita) del lanzador. En el montículo, hay un trozo de goma blanca, llamada el plato del lanzador de dos pies (61 cm) de ancho, la distancia de la goma a la parte anterior del home es exactamente sesenta pies seis pulgadas (18,4 m). Esta peculiar distancia fue fijada por los hacedores de la reglas en 1893, no debido a un error sino a propósito. En un campo de béisbol, el montículo del lanzador es una sección localizada en el medio del diamante, donde el lanzador se ubica cuando realiza la mecánica del lanzamiento. 
En las Grandes Ligas de Béisbol, la regulación del montículo es de 18 pies (5,5 m) de diámetro, con el centro a 59 pies (18,0 m) de la parte posterior del home, en la línea entre el home y la segunda base. El borde frontal de la goma está a 18 pulgadas (45,7 cm) por detrás del centro del montículo, lo que hace que el borde frontal del punto medio esté a 60 pies 6 pulgadas (18,4 m) de la parte posterior del home. Seis pulgadas (15,2 cm) delante de la goma del lanzador del montículo comienza a bajar la pendiente del mismo. La parte superior de la goma no debe superar las diez pulgadas (25,4 cm) por encima del home en elevación. Desde 1903 hasta 1968, este límite de altura era de 15 pulgadas, pero a menudo era ligeramente más alto, a veces tan alto como 20 pulgadas (50,8 cm), en especial en los estadios de los equipos que hacía hincapié en los lanzadores, como el de Los Angeles Dodgers, los que tenían fama de tener el montículo más alto en las mayores. 
Un lanzador va a apoyarse con fuerza en la goma con el pie para ganar velocidad hacia el plato en el lanzamiento. Además, un montículo más alto, en general, favorece al lanzador. Con la ventaja de la altura, el lanzador gana más influencia y puede poner más velocidad en la bajada de la bola, lo que hace más difícil para que el bateador pueda darle de lleno la bola con el bate. La reducción del montículo en el año 1969 estaba destinada a "aumentar el bateo" una vez más, dado que el "pitcheo" se había vuelto cada vez más dominante, llegando a su punto máximo el año anterior; 1968 que se conoce entre los historiadores del béisbol como "El Año del Pitcher". Esta norma restrictiva al parecer hizo su trabajo, contribuyendo a la oleada de bateo del béisbol moderno. 
Un montículo es difícil de mantener para los cuidadores del terreno . Por lo general antes de cada juego se rocía con agua para evitar que el polvo se extienda.

## Línea entre bases
Es la ruta directa -una línea recta- entre dos bases adyacentes.
A pesar de que no está dibujada en cal o pintura en el campo (aunque se dibujan las líneas de foul), el sendero entre las bases es una región dentro de los tres pies (0,9 metros) de la línea de las bases, los corredores de las bases están obligados a desplazarse en este sendero, sin embargo, un corredor puede ir donde quiera cuando no se está intentado jugar sobre él. En el momento en que la defensa empieza a tratar de hacer una jugada marcada sobre el corredor, su desplazamiento deber ser en la línea de referencia establecida como una línea recta desde su posición actual a la base que esté tratando de llegar. El corredor no podrá desviarse más de tres pies de distancia de esta línea en un intento de evitar una jugada en su contra, si lo hace, es automáticamente puesto out.

## Outfield o jardines

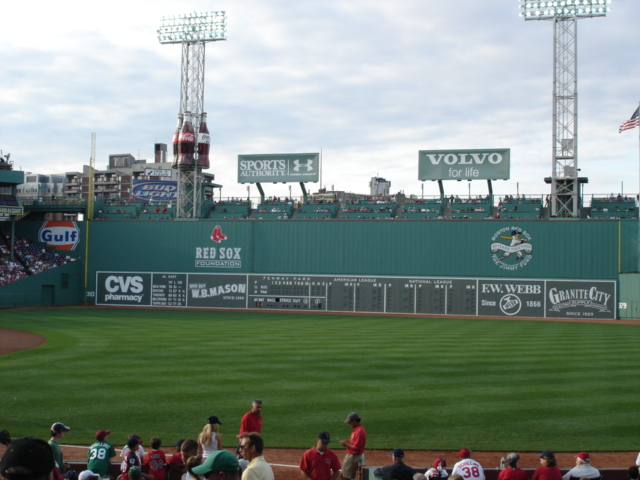
El Gran Monstruo Verde del Fenway Park de Boston, la valla más alta entre los estadios de béisbol de Grandes Ligas.

Es el área cubierta de grama (césped) natural o artificial que está en la zona posterior a la línea del infield o línea de grama que es el área circundante inmediata al infield.
En el outfield o jardines, se ubican los tres "jardineros" (outfielders), uno en cada extremo (jardineros izquierdo y derecho o leftfielder y rightfielder respectivamente) y uno en el jardín central (centerfielder). Las abreviaturas que denotan cada posición son: (LF), (CF) y (RF).

### Valla o cerca
Es la pared que delimita el exterior del campo de juego, en algunos estadios están recubiertas con materiales que absorben golpes para proteger a los jugadores. Toda bola bateada de aire sobre la valla o cerca es un homerun (llamado también vuelacercas).

## Periferia

### Círculos de espera
Son dos circunferencias ubicadas detrás y a ambos lados de las cajas de bateo, fuera del terreno de juego fair, en donde calientan los bateadores antes de tomar turno al bate frente al lanzador. Solo puede permanecer un bateador a la vez en la caja de bateo y debe ser el jugador inmediatamente y después el  siguiente en el orden al que toma turno en ese momento.

### Caja delentrenador
A cada lado de la primera y tercera base, fuera del terreno de juego, se encuentran dos espacios rectangulares, delimitados con cal, desde los que los entrenadores (coaches) de primera y tercera base dan instrucciones a los jugadores de la ofensiva para golpearlos.

### Bullpen
El bullpen es el área de calentamiento de los lanzadores antes de entrar en un juego. Dependiendo del estadio o parque, puede estar situado en territorio foul a lo largo de las líneas de las bases o simplemente más allá de la valla del outfield. El término se utiliza también para referirse al colectivo de los lanzadores relevistas del equipo. Estos relevistas suelen esperar en el bullpen cuando aún pudiesen entrar en juego, y no en el dugout con el resto del equipo. El lanzador abridor también hace su calentamiento final en el bullpen antes de iniciar el juego.

### Dugout
El dugout es el área donde se sienta la banca del equipo y se encuentra en territorio foul, a ambos lados del diamante, entre el home y bien sea primera o tercera base. En un estadio existen siempre dos dugouts, para el equipo local y el visitante. El equipamiento de los jugadores (guantes, bates, cascos de bateo, la indumentaria del receptor, etc.) normalmente se almacena en el dugout.

## Historia
El diseño básico del diamante ha cambiado poco desde la publicación de las Reglas Knickerbocker originales de la década de 1840. La distancia entre las bases ya se había establecido en 90 pies, como continúa hasta ahora. Por ensayo y error, los 90 pies se habían mostrado como la distancia óptima; 100 pies habrían dado demasiada ventaja a la defensiva, y 80 pies beneficiaría demasiado a la ofensiva. Como la parte atlética ha mejorado tanto para quienes defienden como para quienes atacan, los 90 pies mantienen el equilibrio adecuado entre el bateo y la defensa, ya que sigue proporcionando pruebas frecuentes entre la velocidad de un bateador-corredor y el lanzamiento de un jardinero o jugador del cuadro. 
Ha sido la distancia del lanzador al home, y otros aspectos del montículo y de lanzamiento en sí, los que se han modificado ligeramente ocasionalmente a lo largo de muchas décadas, en un esfuerzo por mantener un equilibrio adecuado entre el lanzador y el bateador. 
En contraste con la distancia entre las bases, la cual parece bastante natural, la muy específica distancia de lanzamiento de 60 pies y 6 pulgadas es una de esas rarezas del deporte que parecen un error a menos que uno conozca la historia: 
- En las Reglas Knickerbocker originales no se especifica la distancia de lanzamiento explícitamente.
- En el momento de inicio de las Grandes Ligas de Béisbol en la década de 1870, el lanzador se veía obligado a lanzar desde dentro de una "caja", cuyo borde anterior estaba a 45 pies del punto de home. A pesar de que tenía que soltar la bola antes de cruzar la línea, como los jugadores de cricket, también tenía que empezar el lanzamiento dentro de la caja, por lo que no podía correr en el campo como lo hacen los bowler en este último deporte. Además, tenía que realizar los lanzamientos por debajo del hombro. En la década de 1880, los lanzadores habían dominado este tipo de lanzamiento bastante bien, habiendo sido testigo el año 1880 de dos juegos perfectos con una semana de diferencia.
- En un intento por lograr un aumento de "bateo", el borde frontal de la caja retrocedió 5 pies en 1881, a 50 pies desde el home.
- El tamaño de la caja fue modificado a largo de los próximos años. Se permitió a los lanzadores lanzar por encima del hombro a partir de 1884, inclinando la balanza a favor de los lanzadores de nuevo. En 1887, la caja se fijó en 4 pies de ancho y 5 1/2 pies de profundidad, con el borde frontal todavía a 50 pies del home. Sin embargo, el lanzador se vio obligado a soltar la bola con su pie en la línea de 55 1/2 pies de la caja, viédose algo restringida su capacidad de dar fuerza a la bola con su lanzamiento sobre el hombro. (Lansch, p.96)
- En 1893, la caja fue reemplazada por la goma del lanzador. Entonces se añadieron exactamente 5 pies hasta el punto en que el lanzador debía realizar el movimiento del envío, de nuevo "para aumentar el bateo" (y era de esperar que para aumentar la boletería, dado que para entonces la asistencia de los fanáticos al estadio había disminuido), dando como resultado la, aparentemente, particular distancia de lanzamiento de 60 1 / 2 pies. (Lansch, p.230)
- Muchas fuentes tienden a decir que la distancia de lanzamiento evolucionó de 45 a 50 a 60 1/2 pies. Sin embargo, los dos primeros fueron del "punto de liberación" (donde se debía soltar la bola) y el tercero era "del punto de empuje" (inicio del movimiento), por lo que el aumento de 1893 no fue tan dramático como a menudo se implica, es decir, el cambio de regla de 1893 añadió a solo 5 pies al punto de liberación, no 10 1/2 pies.
- Originalmente, el lanzador hacía los envíos desde un terreno plano (como todavía lo hacen lanzadores de softbol), pero con el tiempo se desarrolló el montículo, inclinando de nuevo la balanza un tanto a los lanzadores.
- El camino de tierra entre el lanzador y el receptor llegó a ser tan amplio como el cuadro del lanzador y se asemejaba a la zona de lanzamiento utilizada en el juego de críket. A veces este camino se extendía a través de la zona de bateo y continuaba vía a la pared posterior del límite del campo. Una vez que el montículo del lanzador se desarrolló en forma circular, el camino se hizo más ornamental que práctico, y fue totalmente abandonado a fines de la década de 1940, aunque últimamente algunos equipos (como los Detroit Tigers) han vuelto a crear el camino de tierra en sus nuevos campos de juego por razones nostálgicas.